# Steven Diez
Steven Diez (Toronto, 17 marzo 1991) è un tennista canadese.

## Carriera

### 2008 - 2013
Professionista dal 2009, aveva già ottenuto una wild card, come cittadino spagnolo, per le qualificazioni del torneo di Barcellona nel 2008 perdendo contro Marc López al debutto. Conquista, sempre in Spagna, il primo titolo Futures a luglio 2009 a Elche.
Scelta la cittadinanza canadese, viene ammesso alle qualificazioni del Master 1000 del Canada dove viene eliminato al primo turno da Michael Russell. Nella stessa stagione debutta in Coppa Davis nella semifinale del Gruppo I perdendo contro il colombiano Santiago Giraldo e in seguito vince, sempre in Spagna, il suo secondo titolo Futures.
Tra il 2011 e il 2012 conquista altri otto titoli in singolare e 6 in doppio, sempre a livello Futures.
Nel 2013 prende parte alle qualificazioni di tutti e quattro i tornei Slam superando un turno agli Australian Open e agli US Open.

### 2014 - 2018
Nel 2014 raggiunge la sua prima finale Challenger a Noumea, dove viene sconfitto da Alejandro Falla e poi la prima partecipazione ad un torneo ATP ad Atlanta dove all'ultimo turno delle qualificazioni gode del ritiro di Thiemo de Bakker nel secondo set; l'olandese viene però ripescato ed è il suo avversario nel primo turno del torneo, quando batte il canadese agevolmente in due set.
Nel 2015 vince ancora 3 tornei Futures mentre nel 2016 torna a conquistare il tabellone principale in due tornei del circuito maggiore vincendo le qualificazioni prima all'Estoril, dove supera Luca Vanni e Marco Trungelliti per poi cedere al giapponese Tarō Daniel, poi ad Amburgo dove, eliminati Yann Marti e Matteo Viola, cede in tre set al primo turno contro la wild card Louis Wessels.
I buoni risultati gli regalano la wild card per la Rogers Cup dove vince il primo match ATP in carriera battendo al primo turno Kyle Edmund in tre set; nel turno successivo cede in due set a Bernard Tomić.
In seguito supera due turni di qualificazinoe agli Us Open battendo Antal Van Der Dulm e Blaž Kavčič ma l'americano Christian Harrison gli impedisce l'accesso al primo Slam in carriera.
Nel 2018 raggiunge quota venti titoli Futures in singolare.

### 2019 - 2020
Nel 2019 vince il primo titolo Challenger in carriera a Burnie superando Maverick Banes in finale per 7-5, 6-1.
A maggio vince i turni di qualificazione a Lione contro Alexei Popyrin, Quentin Halys e poi, in vantaggio di un set nel match di primo turno, gode del ritiro di Bernard Tomić; viene eliminato nel turno successivo dopo tre combattuti set contro Jo-Wilfried Tsonga.
Raggiunge di nuovo il terzo e decisivo turno di qualificazione agli US Open 2019 ma di nuovo il suo percorso di accesso al tabellone principale del torneo, si interrompe al match decisivo, stavolta per mano l coreano Soonwoo Kwon.

### 2022: conquista dell'ATP Cup
Nel 2022 Diez conquista l'ATP Cup con la squadra canadese.